# 斯莫特里奇 (卡緬涅茨-波多利斯基區)
48°39′42″N 26°33′51″E / 48.66167°N 26.56417°E
斯莫特里奇（烏克蘭語：Смотрич）是位於烏克蘭西部赫梅利尼茨基州的卡緬涅茨-波多利斯基區的村莊，始建於1530年，面積6.2平方公里，人口950。